# Ramón de Castro Artacho
Ramón de Castro Artacho (Pamplona, 29 de marzo de 1853-Valencia, 1923) fue un político español.

## Biografía
Hijo de un militar emparentado con la nobleza, estudió en Granada y se licenció en Física y Química en la Universidad de Valladolid. Después trabajó en la delegación de Hacienda de Valencia y en Játiva, donde fue secretario del ayuntamiento e incluso alcalde. Militó inicialmente en el Partido Demócrata Posibilista y después ingresó en el Partido Liberal. En 1888 fue elegido diputado provincial por el distrito de Sueca-Gandia.
Después marchó a Valencia, donde fue presidente del Ateneo Mercantil, director de la naviera Requena e Hijos, y fundador y presidente de la Cámara de Comercio de Valencia. Junto con Basilio Paraíso y Santiago Alba Bonifaz participó en la creación de la Unión Nacional y, cuando el proyecto se hundió, volvió a las filas liberales. Amigo personal de José Canalejas, en 1901 fue elegido senador por Segovia y en 1905 por Valencia. En las elecciones generales de 1910 fue elegido diputado al Congreso por el distrito electoral de Sagunto,
pero en 1912 renunció al ser nombrado senador vitalicio. En 1914 se incorporó a la corriente más liberal del conde de Romanones y en 1922 fue nombrado subsecretario del Ministerio de Trabajo, cargo que abandonó con el golpe de Estado del general Primo de Rivera.